# Notoxenoides vemae
Notoxenoides vemae är en kräftdjursart som beskrevs av Menzies1962. Notoxenoides vemae ingår i släktet Notoxenoides och familjen Paramunnidae. Inga underarter finns listade i Catalogue of Life.